# Медаль ордена «Родительская слава»
Меда́ль о́рдена «Роди́тельская сла́ва» — государственная награда Российской Федерации. Медалью награждаются родители (усыновители), воспитывающие или воспитавшие четверых и более детей — граждан Российской Федерации в соответствии с требованиями семейного законодательства.

## История награды
Медаль ордена «Родительская слава» учреждена Указом Президента Российской Федерации от 7 сентября 2010 года № 1099 «О мерах по совершенствованию государственной наградной системы Российской Федерации». Тем же указом утверждены Положение о медали и её описание.
До изменения наградной системы Российской Федерации Указом № 1099 родители, воспитывающие или воспитывавшие четырёх и более детей — граждан Российской Федерации, награждались орденом «Родительская слава»; в соответствии с новым Статутом ордена, им награждаются родители, воспитывающие или воспитывавшие семерых и более детей.
Первое награждение медалью ордена «Родительская слава» состоялось Указом Президента Российской Федерации от 4 мая 2011 года № 572, которым были награждены 3 российские семьи.
Указом Президента Российской Федерации от 16 декабря 2011 года № 1631 в положение и описание медали были внесены дополнения, которыми предусмотрена миниатюрная копия медали.
| Медаль ордена «Родительская слава» Мужской вариант | Медаль ордена «Родительская слава» Женский вариант |
| -------------------------------------------------- | -------------------------------------------------- |
|                                                    |                                                    |

## Положение о медали

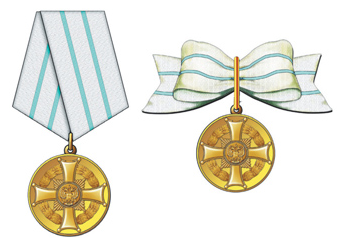
Мужской и женский варианты медали для ношения в торжественных случаях

1. Медалью ордена «Родительская слава» награждаются родители (усыновители), воспитывающие или воспитывавшие четырех и более детей — граждан Российской Федерации в соответствии с требованиями семейного законодательства.
Награждение медалью «Родительская слава» производится при условии, что представленные к награде родители (усыновители) образуют социально ответственную семью, ведут здоровый образ жизни, обеспечивают надлежащий уровень заботы о здоровье, образовании, физическом, духовном и нравственном развитии детей, полное и гармоничное развитие их личности, подают пример в укреплении института семьи и воспитании детей.
2. Награждение лиц, указанных в пункте 1 настоящего Положения, медалью ордена «Родительская слава» производится по достижении четвертым ребенком возраста трёх лет и при наличии в живых остальных детей, за исключением случаев, предусмотренных настоящим Положением.
3. При награждении медалью ордена «Родительская слава» учитываются дети, погибшие или пропавшие без вести при защите Отечества или государственных интересов Российской Федерации, при исполнении воинского, служебного или гражданского долга, а также в результате террористических актов и чрезвычайных ситуаций, умершие вследствие ранения, контузии, увечья или заболевания, полученных при указанных обстоятельствах, либо вследствие трудового увечья или профессионального заболевания.
4. Награждение медалью ордена «Родительская слава» усыновителей производится при условии достойного воспитания и содержания усыновленных (удочеренных) детей в течение не менее пяти лет.
5. Медаль ордена «Родительская слава» носится на левой стороне груди и при наличии других медалей Российской Федерации располагается после медали «За заслуги в освоении космоса».
51. Для особых случаев и возможного повседневного ношения предусматривается ношение миниатюрной копии медали ордена «Родительская слава», которая располагается после миниатюрной копии медали «За заслуги в освоении космоса».
6. При ношении на форменной одежде ленты медали ордена «Родительская слава» на планке она располагается после ленты медали «За заслуги в освоении космоса».

## Описание медали

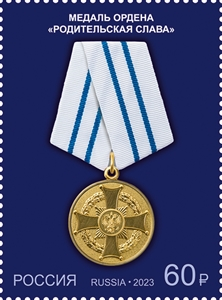
Почтовая марка 2023 год

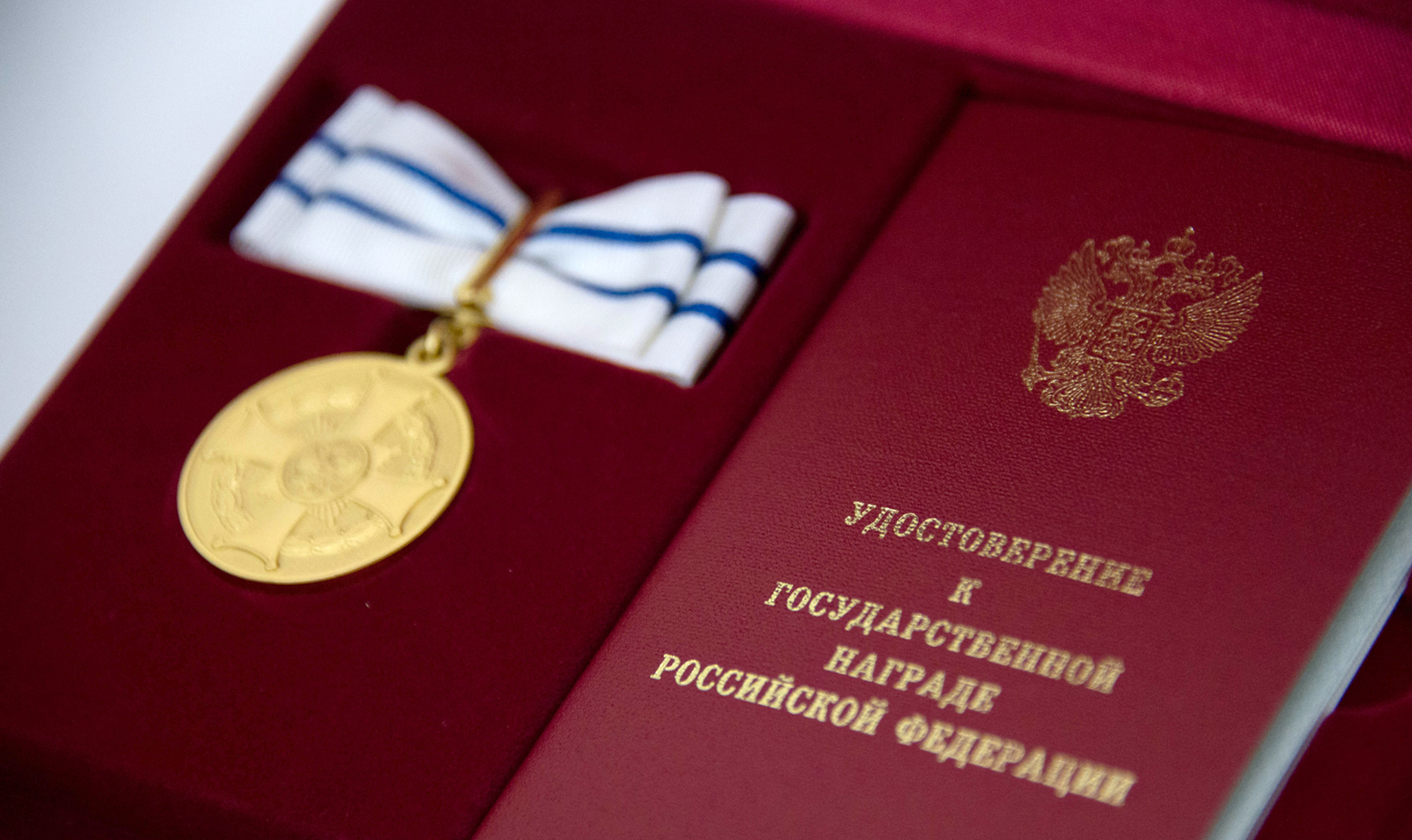
Женский вариант медали с удостоверением

Медаль ордена «Родительская слава» из серебра с позолотой. Она имеет форму круга диаметром 32 мм с выпуклым бортиком с обеих сторон.
На лицевой стороне медали — изображение знака ордена «Родительская слава».
На оборотной стороне медали — надпись: «ЗА ВОСПИТАНИЕ ДЕТЕЙ», под ней — номер медали.
Все изображения на медали рельефные.
Медаль при помощи ушка и кольца соединяется с шёлковой, муаровой лентой белого цвета с двумя светло-синими полосками. Ширина ленты — 24 мм, ширина светло-синей полоски — 2 мм.
На мужском костюме носится медаль на пятиугольной колодке, обтянутой лентой.
На женском костюме носится медаль на кольце, через которое пропущена лента, уложенная бантом.
При ношении на форменной одежде ленты медали ордена «Родительская слава» используется планка высотой 8 мм, ширина ленты — 24 мм.
Миниатюрная копия медали ордена «Родительская слава» носится на колодке. Диаметр миниатюрной копии медали — 16 мм.

## Награждённые медалью
Награждение медалью по годам:
| 2011 | 2012 | 2013 | Всего |
| ---- | ---- | ---- | ----- |
| 30   | 186  | 54   | 270   |